# Лаэрт (персонаж)
Лаэрт (англ. Laertes) — персонаж трагедии Уильяма Шекспира «Гамлет», сын канцлера Полония, брат Офелии. Представляет собой «классический тип мстителя».

## Лаэрт в сюжете трагедии
Знакомство с персонажем, которого один из придворных характеризует как «настоящего джентльмена, обаятельного в обращении и прекрасной наружности», происходит в зале для приёмов эльсинорского замка. Молодой человек, прибывший в Данию из Франции для участия в мероприятиях по случаю коронования короля Клавдия, просит у монарха разрешения вернуться в Париж. Присутствующий при разговоре Полоний признаётся Клавдию, что сын, стремящийся вырваться из родного дома, «вымотал ему душу». Король даёт согласие на поездку и напутствует Лаэрта фразой: «Ищите счастья!» .
По словам литературоведа Александра Аникста, Лаэрт унаследовал от отца склонность к нравоучениям; прощаясь с сестрой, герой даёт Офелии ряд наставлений — в частности, просит её отклонять ухаживания Гамлета, потому что принц датский не властен над своими желаниями: «Он в подданстве у своего рожденья, / Он сам себе не режет свой кусок». Офелия в ответ замечает, что её брат — «беспечный и пустой гуляка» — не всегда соотносит поступки с собственными назидательными речами.
Следующее появление героя происходит уже после гибели Полония, получившего смертельный удар от шпаги Гамлета в тот момент, когда царедворец подслушивал беседу принца с матерью. Лаэрт не знает обстоятельств, при которых нанесён роковой удар, но решительно настроен на месть. Врываясь вместе с мятежниками в эльсинорский дворец, молодой человек требует, чтобы король вернул ему отца. Исследователи отмечают, что в этой ситуации пылкий и безудержный юноша мало напоминает осторожного, склонного к закулисным интригам Полония: «В нём [Лаэрте] есть черты феодала, считающего себя равным королям». Его горячий темперамент проявляется и в других сценах: так, Лаэрт возмущается отсутствием должного уважения к памяти отца при его погребении и грозит адовыми муками священнику, проводящему «сокращённый» обряд прощания с Офелией.
Свидетельством того, что месть для Лаэрта — выше чести, является, по утверждению Аникста, необычайная лёгкость, с которой герой принимает план Клавдия, предлагающего убить Гамлета изощрённым способом — так, что «даже мать не умысел увидит». Согласно задумке короля, во время сражения с принцем сыну Полония будет предложена рапира с отравленным клинком, тогда как Гамлету — обычная. Однако во время поединка герои случайно меняются оружием; и тот, и другой получают смертельные ранения. Перед смертью Лаэрт успевает раскаяться, признать свою вину за убийство принца и попросить у того прощения за содеянное: «Я сам своим наказан вероломством».

## Тема мести. Гамлет и Лаэрт

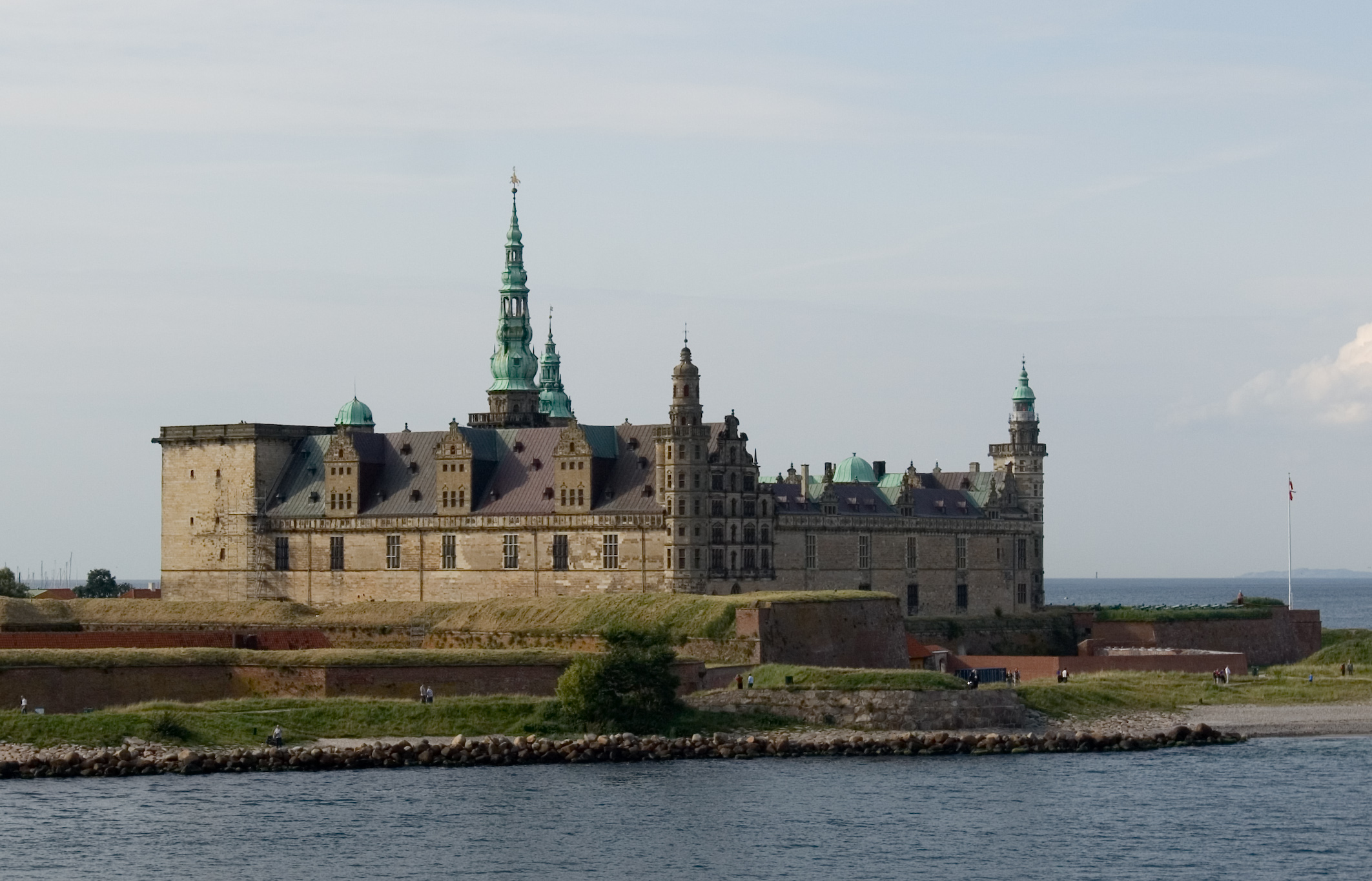
Замок Кронборг известен как место действия трагедии «Гамлет»

По замечанию литературоведа Игоря Шайтанова, если бы Шекспир сделал основным действующим лицом не Гамлета, а Лаэрта, образ главного героя не нуждался бы в дополнительной расшифровке — напротив, центральный персонаж трактовался бы вне поэтики загадок: «Лаэрт — правильный мститель». Точно так же характеризовал сына Полония и литературный критик Иван Аксёнов, считавший, что этот герой «весь на ладони». Рассматривая месть как один из основных мотивов трагедии, исследователи сравнивают реакцию Гамлета и Лаэрта на те или иные события, тем более что герои поставлены в сходные положения: у обоих убиты отцы, а значит, нужно — в соответствии с понятиями эпохи — решать вопрос о расплате за содеянное.
Если Гамлет, догадываясь о причастности короля к смерти отца, тем не менее считает необходимым собрать неопровержимые доказательства его вины, то Лаэрт напрочь лишён рефлексий: он появляется в Эльсиноре с мыслью о том, что должен покарать Гамлета: «И будь что будет; лишь бы за отца / Отмстить как должно». Принц, даже получив подтверждение своим подозрениям, не спешит с наказанием. В его медлительности поэт Гёте увидел сочетание «сильного интеллекта и слабой воли», тогда как писатель и критик Карл Вердер объяснил бездействие Гамлета отсутствием благоприятных обстоятельств. На фоне Гамлета, который «медлит быть разрушителем», Лаэрт выглядит нетерпеливым — он не хочет ждать и стремится осуществить правосудие в соответствии с нормами равного возмездия: «око за око, зуб за зуб, кровь за кровь».

Если бы Лаэрт вздумал разбираться в причинах гибели своего отца, то вынужден был бы признать, что Полоний сам накликал смерть, активно поддерживая интриги короля против Гамлета. Принц не тронул бы Полония, если бы тот сам не подставил грудь под удар, предназначавшийся не для него, а для Клавдия. Но феодальная мораль не считается с обстоятельствами, её веления категоричны — и Лаэрт мстит.
Готовясь к поединку с принцем, Лаэрт идёт в обход правил честного и открытого боя. В то же время, оказавшись перед лицом смерти, сын Полония исполнен раскаяния («Простим друг друга, благородный Гамлет!»). Принц, сам стоящий на краю гибели, отпускает своего оппонента словами: «Будь чист пред небом! За тобой иду я». Анализируя причины, по которым Гамлет прощает Лаэрта, Аникст упомянул, что среди шекспировских героев-аристократов немало тех, кто в пиковых ситуациях ведут себя коварно, — речь идёт о персонажах пьес «Два веронца», «Всё хорошо, что хорошо кончается», «Мера за меру». «Амнистия», получаемая этими героями, восходит, возможно, к внутренней установке драматурга, выраженной словами: «Вы в собственное сердце постучитесь, / Его спросите: знало ли оно / Такой же грех…».

## Речевые образы Лаэрта
Исследователи, изучая характер Лаэрта, обращают внимание на особенности речи персонажа. Судя по лексике, сын Полония весьма начитан: так, ему знакомы труды античных авторов, поэтому во время похорон Офелии он восклицает, что на могиле умершей сестры будет воздвигнут холм, который превысит «и Пелион, и синего Олимпа небесное чело». Герой, вероятно, читал популярный в XVI веке пасторальный роман Филипа Сидни «Аркадия» — именно оттуда он черпает фразы про «огненную речь, которая желала бы вспыхнуть».
Одним из постоянных образов, присутствующих в речи Лаэрта, являются цветы. Прощаясь с сестрой перед отъездом в Париж, герой упоминает, что недолгое расположение к ней Гамлета сравнимо с порывом, прихотью крови и «цветком фиалки на заре весны». Наставляя Офелию на стезю добродетелей, Лаэрт предостерегает её от неосмотрительных шагов: «Червь часто точит первенцев весны, / Пока ещё их не раскрылись почки». Когда гроб с телом девушки опускается в могилу, её брат вновь обращается к теме цветов: «И пусть из этой непорочной плоти / Взрастут фиалки!». По мнению шекспироведов, цветы, с одной стороны, действительны неотделимы от образа Офелии; с другой — они являются неотъемлемым элементом риторики Лаэрта, который выражает свои мысли с вычурной изощрённостью.

## Сценические и кинематографические воплощения

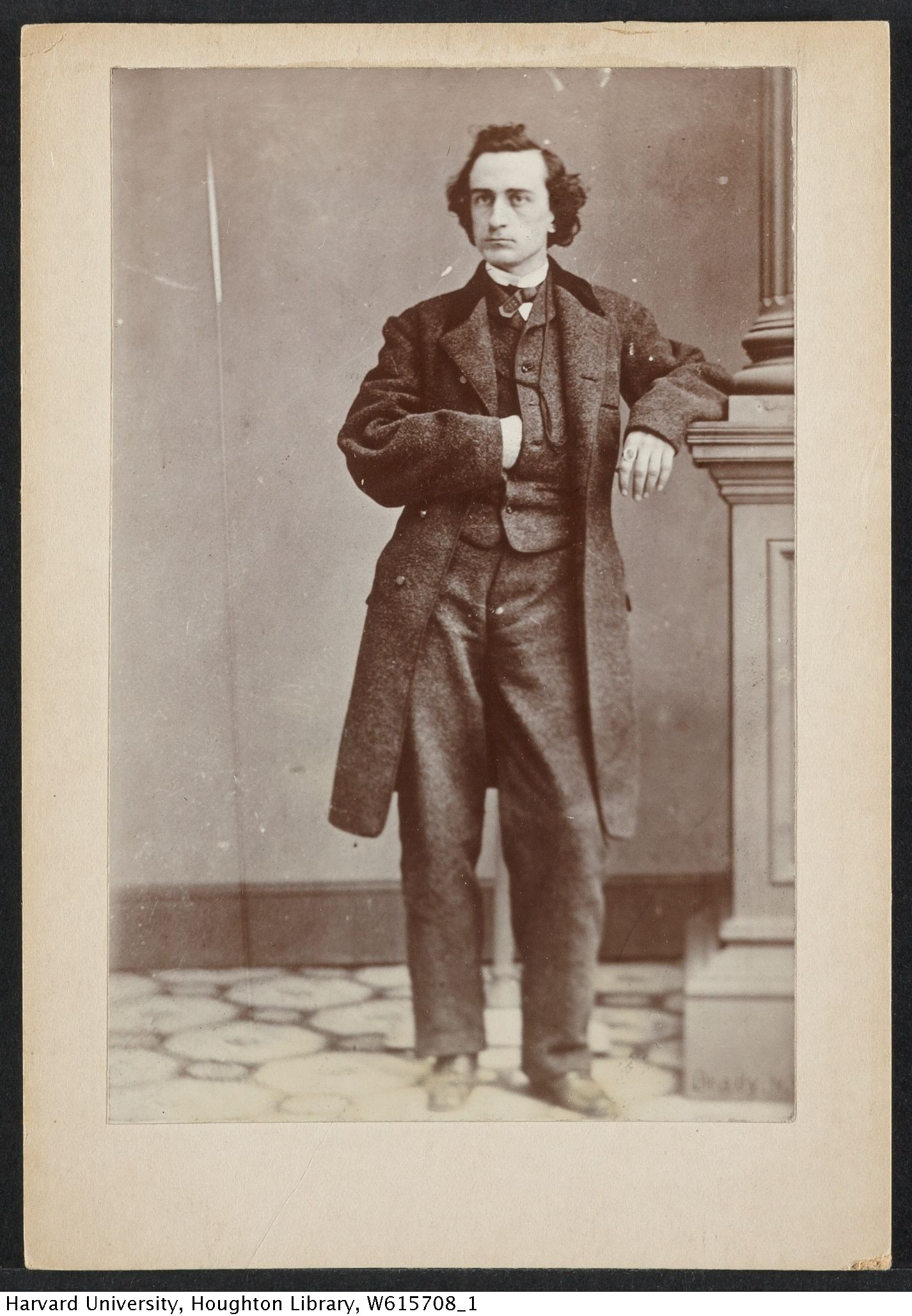
Эдвин Бут

Роль Лаэрта стала дебютной для ряда актёров, впоследствии сыгравших Гамлета. Так, в шекспировском репертуаре Эдвина Бута, начинавшего театральную карьеру в 1849 году с поездок по американским штатам, значилась — среди прочих — и роль сына Полония. Английский трагик Генри Ирвинг воплотил в «Гамлете» сразу несколько образов, включая принца датского и Лаэрта. В январе 1837 года премьера «Гамлета» состоялась на сцене Малого театра; роль Лаэрта досталась двадцатилетнему Ивану Самарину. По мнению критика Виссариона Белинского, юный выпускник Московского театрального училища не продемонстрировал мастерства из-за «слабого голоса». Тем не менее в дальнейшем Самарин не раз обращался к шекспировским героям, в том числе к Меркуцио из «Ромео и Джульетты», Гамлету и другим.
На российской и советской сцене роль Лаэрта исполняли также Григорьев 1-й (Александринский театр, премьера спектакля состоялась в 1837 году), Ричард Болеславский (Московский Художественный театр, 1911), Иван Берсенев (МХАТ 2-й, 1924), Акакий Хорава (Грузинский государственный академический театр имени Шота Руставели, 1925), Борис Смирнов (Театр под руководством С. Э. Радлова, 1938) и другие.
Большой резонанс вызвал режиссёрский дебют Николая Акимова, поставившего «Гамлета» на сцене Театра имени Е. Вахтангова (1932). Критики предъявили создателю спектакля множество претензий, включая «формализм», «соперничество с Шекспиром», а также «доведение франтоватого Лаэрта до карикатурной иронии». Впоследствии Николай Павлович объяснил в своей книге «Театральное наследие», что его трактовка роли сына Полония обусловлена пародийностью, элементы которой заложены в этот образ автором трагедии. Спустя десятилетия сценическая версия Акимова была признана специалистами «одним из ярких событий театральной Москвы 1930-х годов».
Одной из наиболее заметных постановок 1970-х годов стал «Гамлет» в Театра на Таганке (режиссёр Юрий Любимов). По словам театрального критика Вадима Гаевского, спектакль оказался «страшноватый и в то же время очень смешной», Эльсинор у Любимова — «не столько царство злодеев, сколько царство мнимых королей» и Лаэрт в исполнении актёра Валерия Иванова казался себе королём дуэлей и парижской ночной жизни. Кроме Иванова, эту роль играл также Александр Пороховщиков.
В кинематографе образ Лаэрта воплотили Теренс Морган («Гамлет», 1948), Степан Олексенко («Гамлет», 1964), Натаниель Паркер («Гамлет», 1990) , Майкл Малони («Гамлет», 1996), Том Фелтон («Офелия», 2018).